# Jászberényi út
A Jászberényi út  Budapest X. kerületében található, az Élessarkot köti össze a Pesti úttal.

## Leírása
Az utat a 19. század első felében németesen Jászberényi Strasse néven említik. 1874-től egy éven át Jászberényi út, majd már 1875-től Külső Jászberényi út. 1942-től ismét Jászberényi út.
Az út az Élessaroknál / Dreher Antal útnál kezdődik, bizonyos értelemben a Kőrösi Csoma Sándor út folytatásának is tekinthető. Nem sokkal ezt követően ágazik ki belőle ék-szerűen a Maglódi út. Ezen az első szakaszon villamosközlekedés is zajlik, a Maglódi úti elágazásnál ugyanis a 28-as, a 28A és a 37-es villamosok elkanyarodnak.
A meglehetősen hosszú Jászberényi út végighalad Felsőrákos, Kőbánya-Kertváros, és Téglagyárdülő egy részén, majd Kőbánya keleti határán a XVII. kerületi Pesti útban folytatódik.
Az út a kőbányai Téglagyárdűlő iparvidékén halad keresztül, számos mára átalakult gyár környékezi. Ezek közül az első (és talán legismertebb) a régi Első Magyar Részvénysörfőzde (Jászberényi út 7-11.), amely ma a Dreher Sörgyárak része. (A régi Dreher Sörgyár nem ez volt, az beljebb a Halom utca – Ihász utca – Előd utca által határolt területen feküdt.) A gyár Kőbánya felső vasútállomás felől iparvágány kapcsolattal rendelkezett.
Másik iparvágány vezetett az út túlsó oldalán elhelyezkedő KIPSZER Építési Rt. (Jászberényi út 24-36.), és a szomszédos ÉPTEK üzem területére.
A Jászberényi út mellett található Rákos vasútállomás. Innen az előzőektől független vontatóvágány („Téglagyári vontató”) és iparvágányhálózat indult ki, ez vezetett a nagy hírű Magyar Wolframlámpagyár, később nevén Orion Villamossági Rt. (Jászberényi út 29.) területére. Ehhez a hálózathoz kapcsolódott a Zalakerámia gyárterülete, és a Rákos vasútállomás mellett fekvő Vasútvill Kft. üzemi része is.

## Képtár

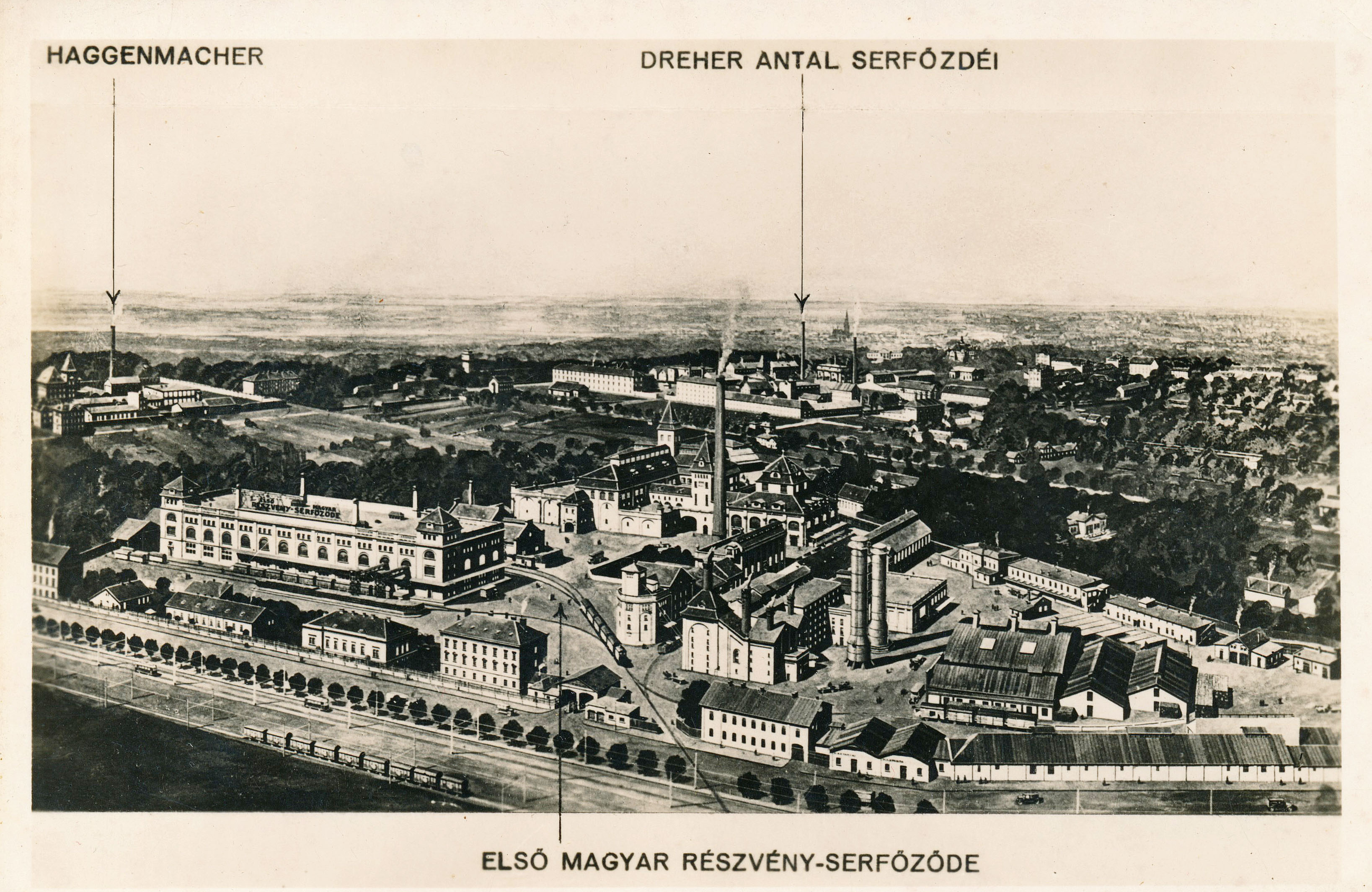
Első Magyar Részvénysörfőzde (1928-as ábrázolás)
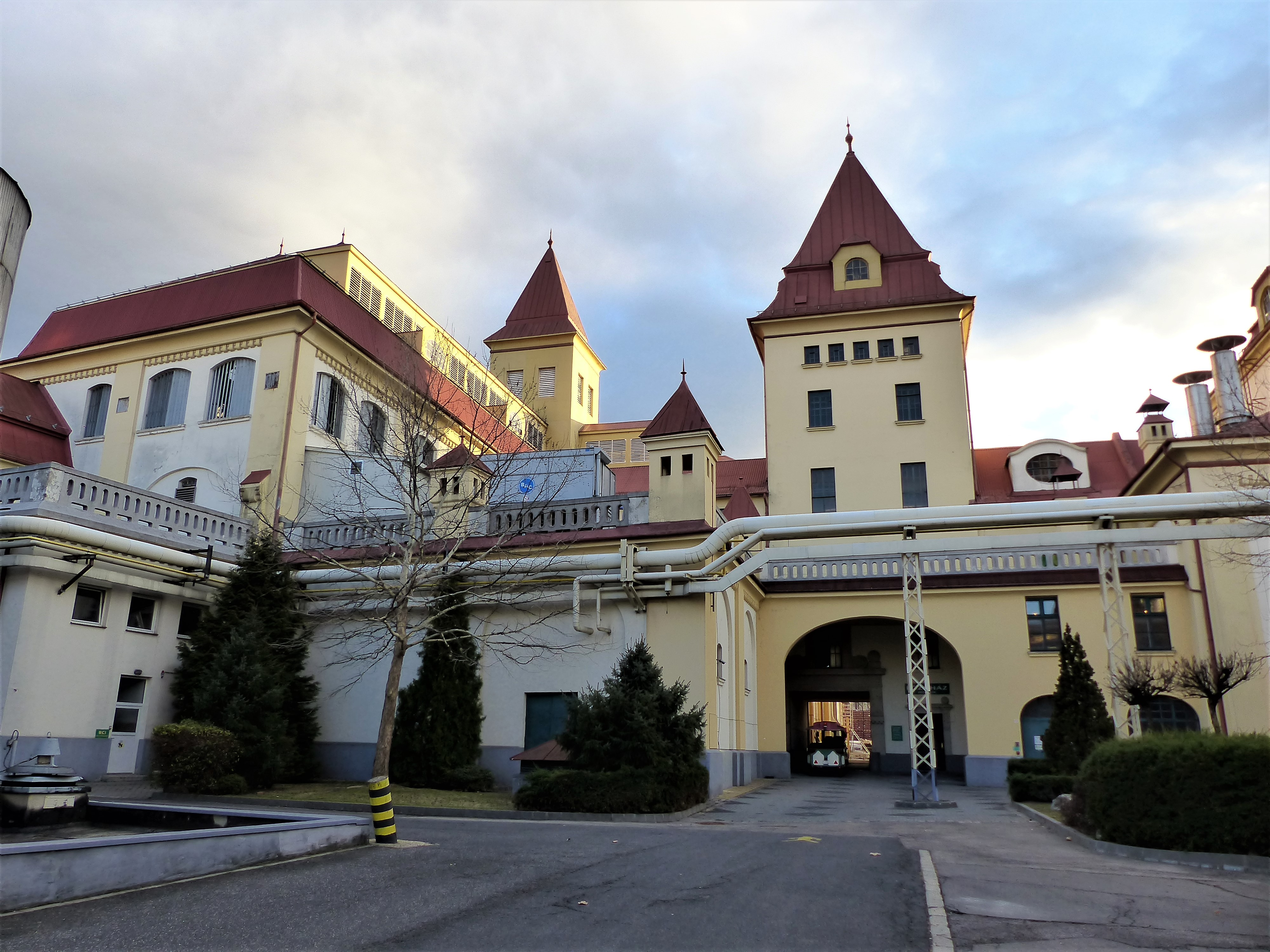
Első Magyar Részvénysörfőzde
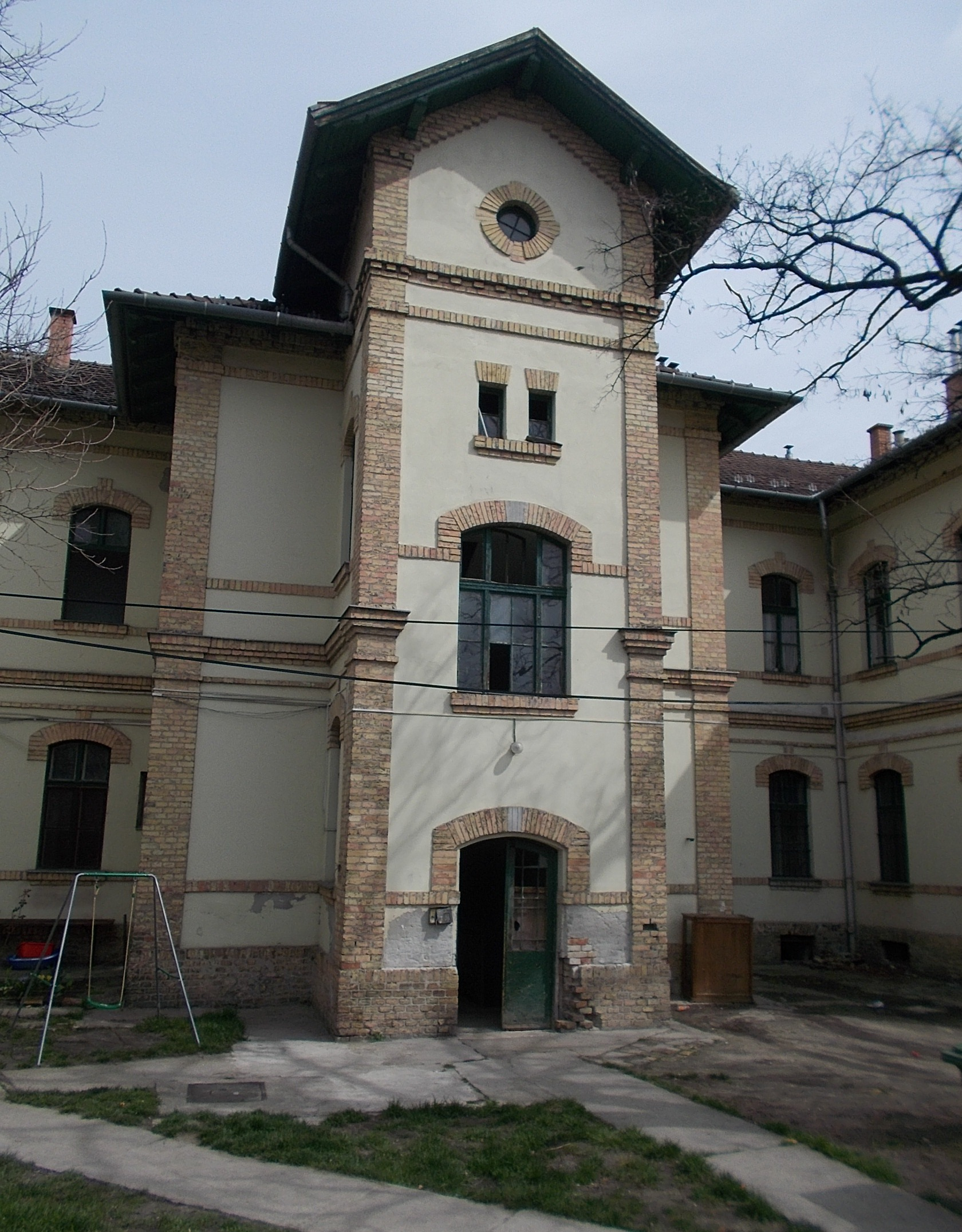
Szolgálati lakóépület az Első Magyar Részvénysörfőzde területén
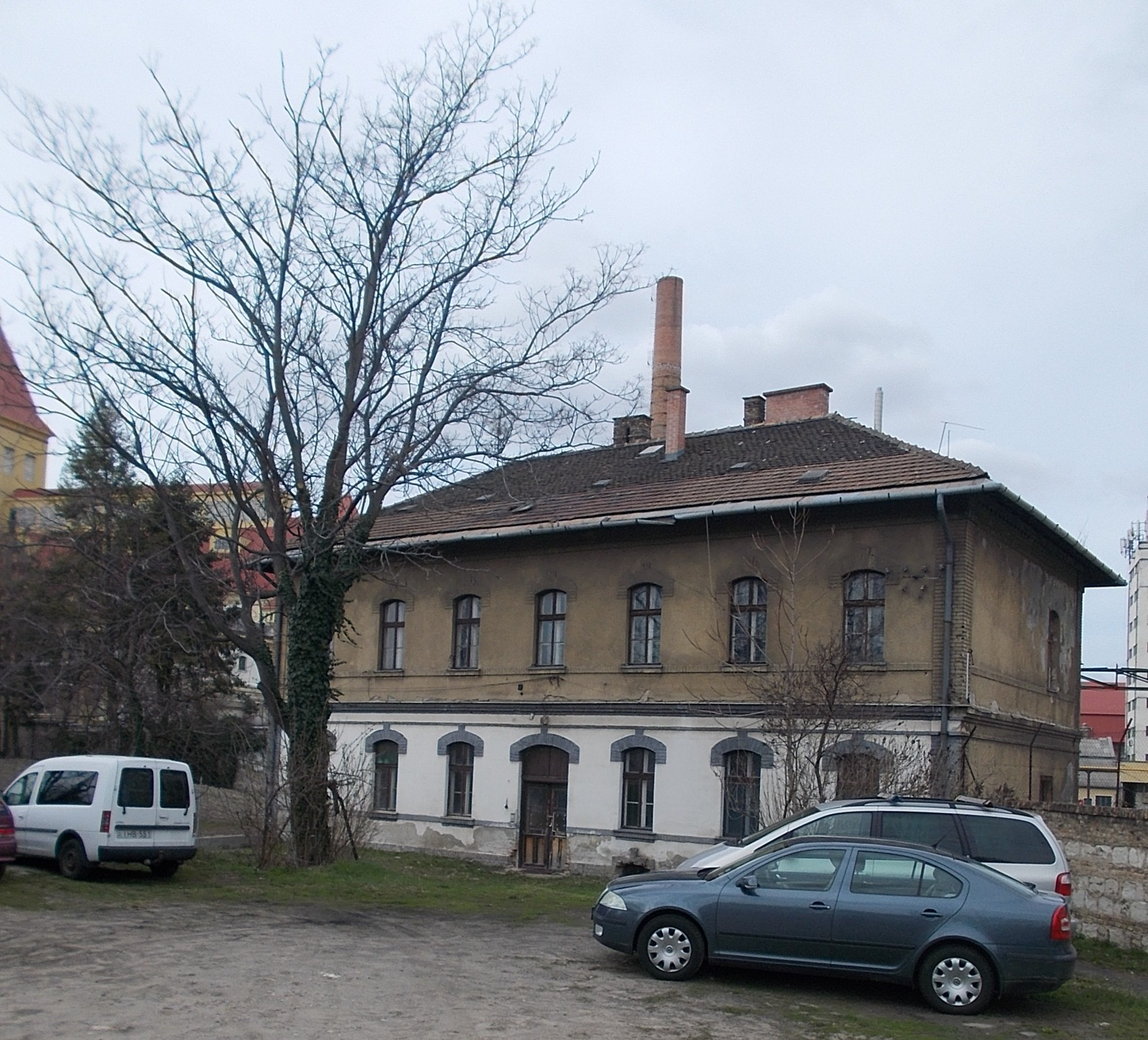
Szolgálati lakóépület az Első Magyar Részvénysörfőzde területén
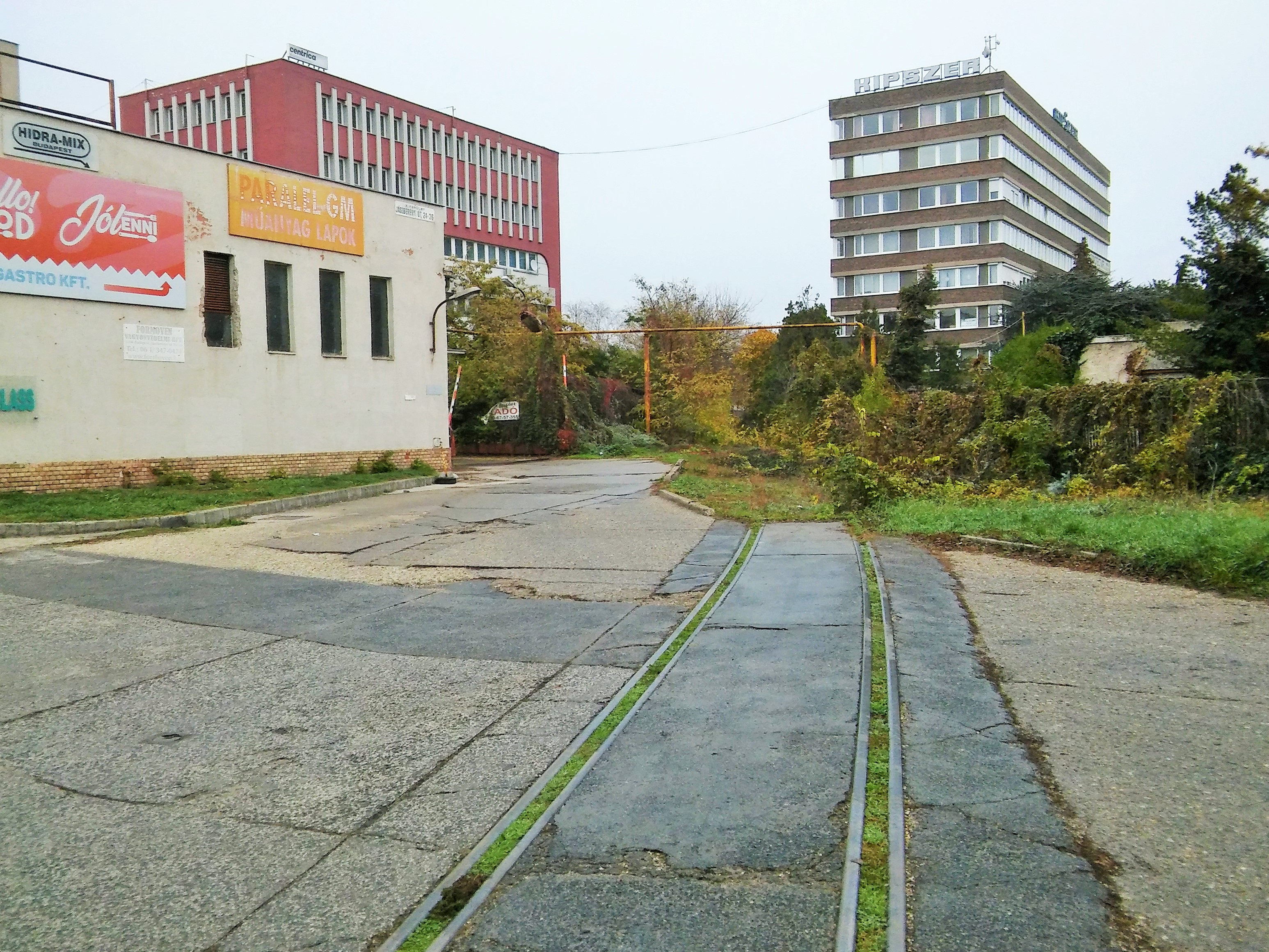
KIPSZER és ÉPTEK gyártelepre vezető használaton kívüli iparvágány
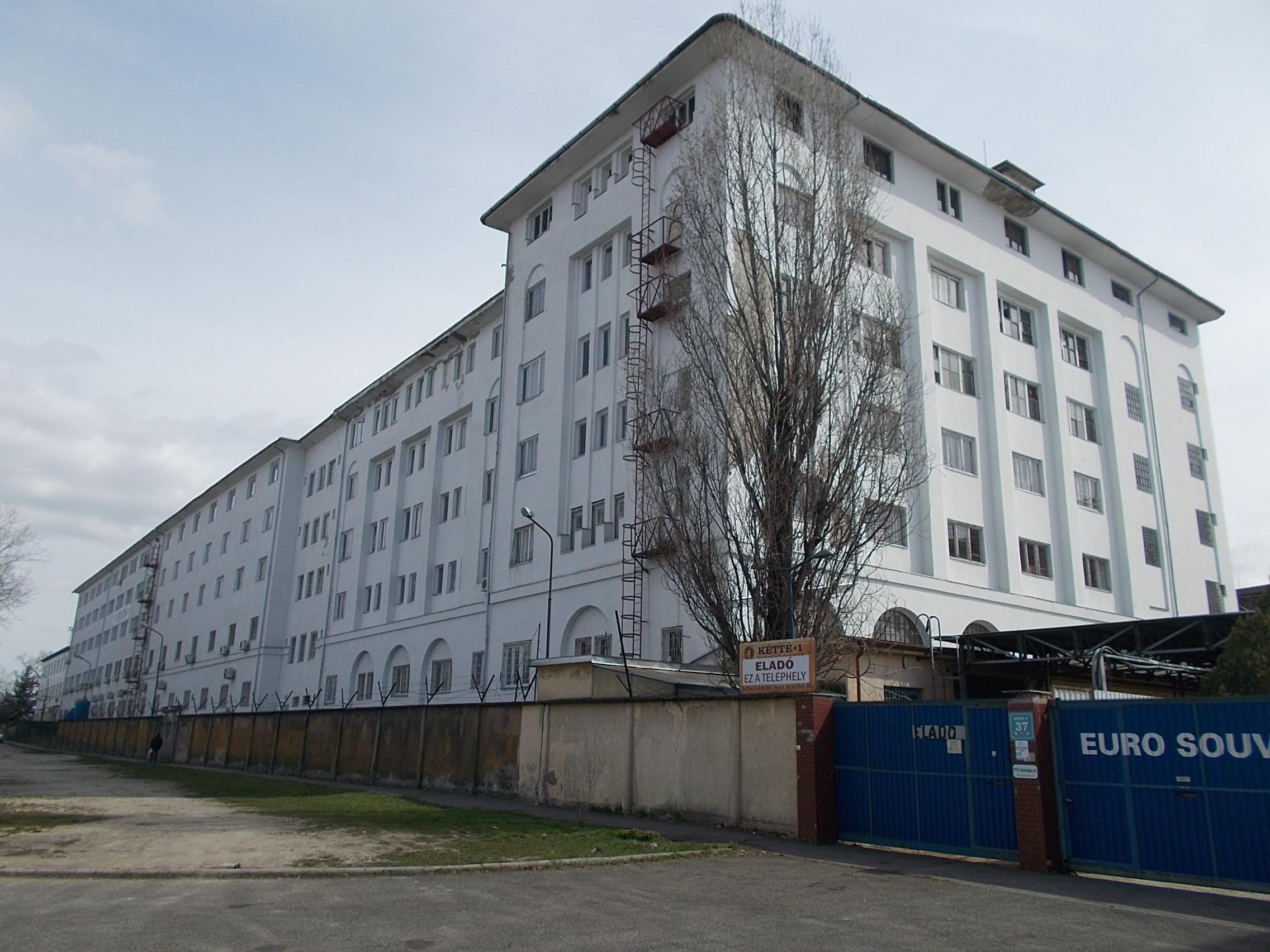
Orion gyár
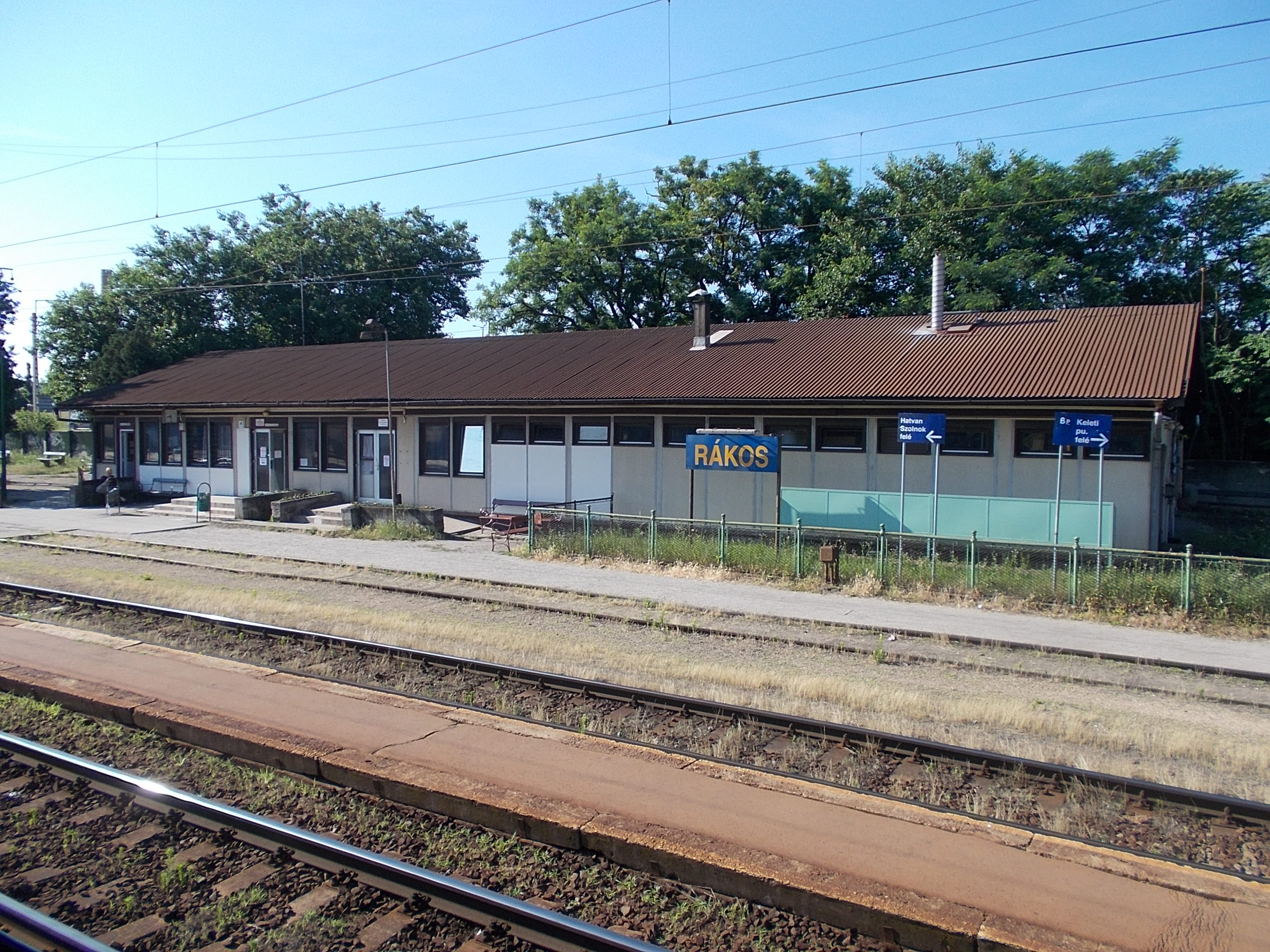
Rákos vasútállomás állomásépület
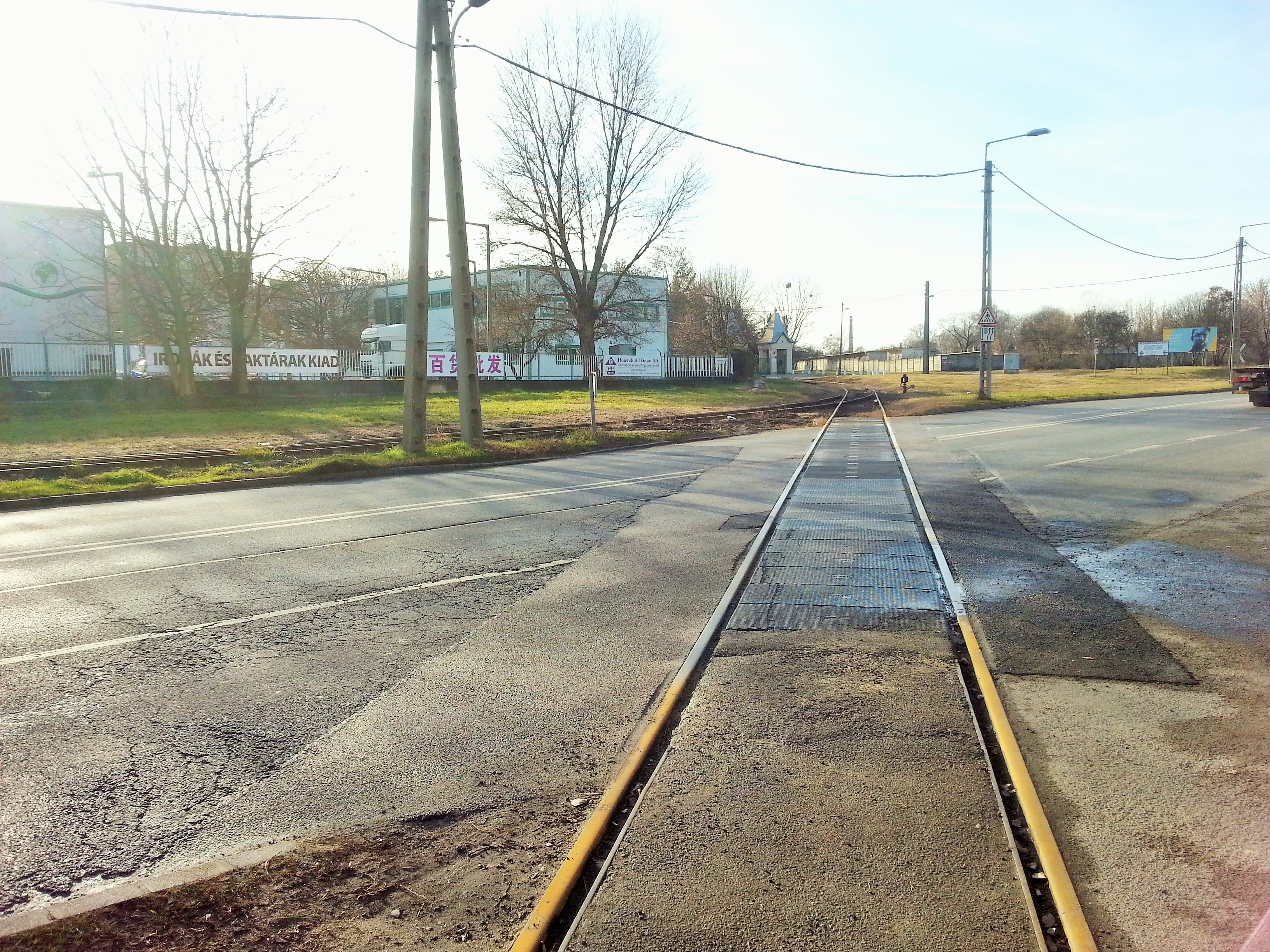
Vontatóvágány Rákos vasútállomásról
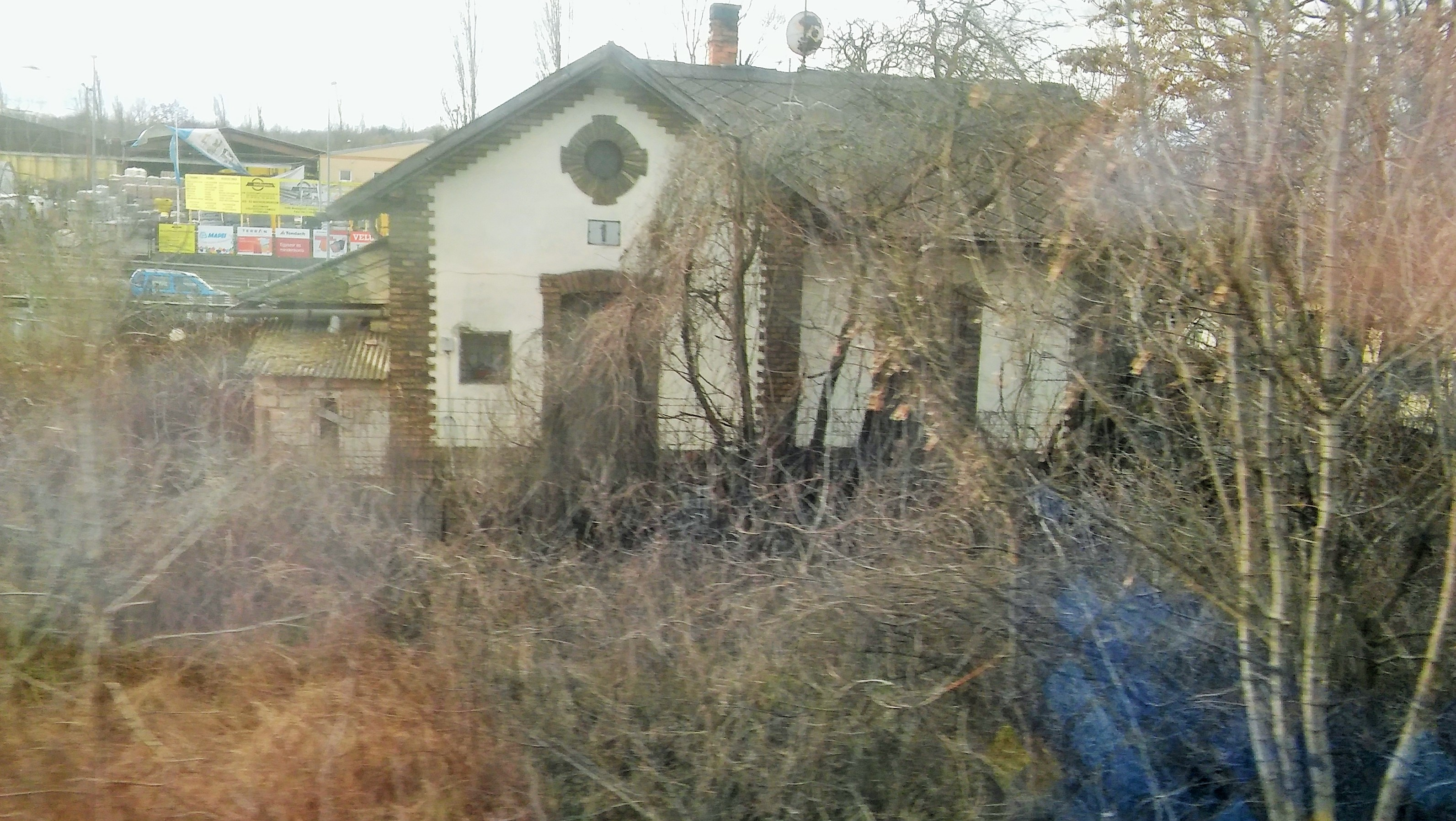
Régi MÁV-típusépület Rákos vasútállomás mellett (Jászberényi úti oldal)

## Forrás
- Budapest teljes utcanévlexikona. Szerk. Ráday Mihály. (hely nélkül): Sprinter. 2003.  ISBN 963 9469 06 8
- Fejes Balázs: Kőbányai iparvágányok 1. Jászberényi út – Tárna utca – Gránátos utca – Maglódi út (villamosok.hu)
- Gottdank Tibor: A magyar zsidó építőművészek öröksége – Lajtán innen és Lajtán túl, K.u.K. Kiadó, Budapest, 2018

## Egyéb irodalom
- Kőbányai utcák, utak, terek parkok története, Budapest Főváros X. kerületi Tanácsa V. B., Budapest, 1985, ISBN 963/-03-1945-4